# Snickers
Snickers là một nhãn bánh kẹo chuyên về các loại sô-cô-la thỏi thuộc sở hữu của công ty Mỹ, Mars, Incorporated. Bánh này bao gồm kẹo nougat phủ caramel lên trên, cùng với lạc và bọc trong sô-cô-la sữa. Snickers đạt doanh thu tiêu thụ toàn cầu hàng năm vào khoảng $2 tỷ đô la Mỹ.

## Thông số sản phẩm
Qua nhiều năm, khối lượng một thanh bánh Snickers có sự giảm dần: Tại Anh, trước năm 2009, một thanh Snickers nặng 62,5 g; năm 2009 còn 58 g; năm 2013 còn 48 g.

## Các dòng sản phẩm
- 1970 – 1973: Snickers Munch
- 1990 – nay: Snickers Ice Cream bar (kem que)
- 1996 – 2011: Snickers Ice Cream cone (kem ốc quế)
- 2001 – nay: Snickers Cruncher bar (dạng thỏi, dùng tên cũ Snickers Munch ở một số thị trường, lấy tên "Cruncher" ở Ý, Đức, Rumani, Ai Cập, Ba Lan, Latvia, Áo, Slovakia, Israel, Thụy Điển, Hà Lan, Bosnia, và Bồ Đào Nha)
- 2002 – nay: Snickers almond bar (dạng thỏi)
- 2002 – 2008: Cookies Snickers
- 2004 – nay: Snickers Marathon energy bars (dạng thỏi)
- 2006 – nay: Snickers Duo
- 2006 – 2009, 2014 – nay: Snickers X-treme (5 gam (0,18 oz) protein/khẩu phần, không có kẹo nuga)
- 2007 – 2010: Snickers Dark (sô-cô-la đen)
- 2008: Snickers Charged  (bản giới hạn, chứa caffein, taurin, và vitamin B). Dòng Snickers duy nhất có chứa các chất bổ sung năng lượng.[6]
- 2008 – nay: Snickers The Lot
- 2009: Snickers Fudge (bản giới hạn)
- 2010: Snickers Maximus (bản giới hạn, chỉ có nước caramen và lạc trong nhân)
- 2010: More Nuts (bản giới hạn với lượng quả hạt nhiều hơn 10%)
- 2010: Snickers Almond
- 2011: Snickers Peanut Butter (đã dừng sản xuất và được thay thế bằng Snickers peanut butter Squared)
- 2011: Snickers Peanut Butter Squared
- 2011: Snickers 3x Chocolate
- 2012: Snickers 3x Nuts (ra mắt ở Úc)
- 2013: Snickers 3x Caramel
- 2013: More Nuts (giống như bản năm 2010)[7]
- 2013: More Caramel (bản tái ra mắt của dòng Snickers Maximus)[7]
- 2014: More Choc (bản giới hạn)[8]
- 2017: Snickers & Hazelnut.[9]